# 硫化锰
硫化錳，由錳和硫組成的化合物，在自然界中以礦物硫錳礦的形式存在。

## 合成
硫化錳可由二價錳鹽（如氯化錳）與硫化銨的反應來製備：
(NH
4)
2S + MnCl
2 → 2 NH
4Cl + MnS

## 特性
硫化錳的晶體結構與氯化鈉的結構相似。